# Field ration eating device

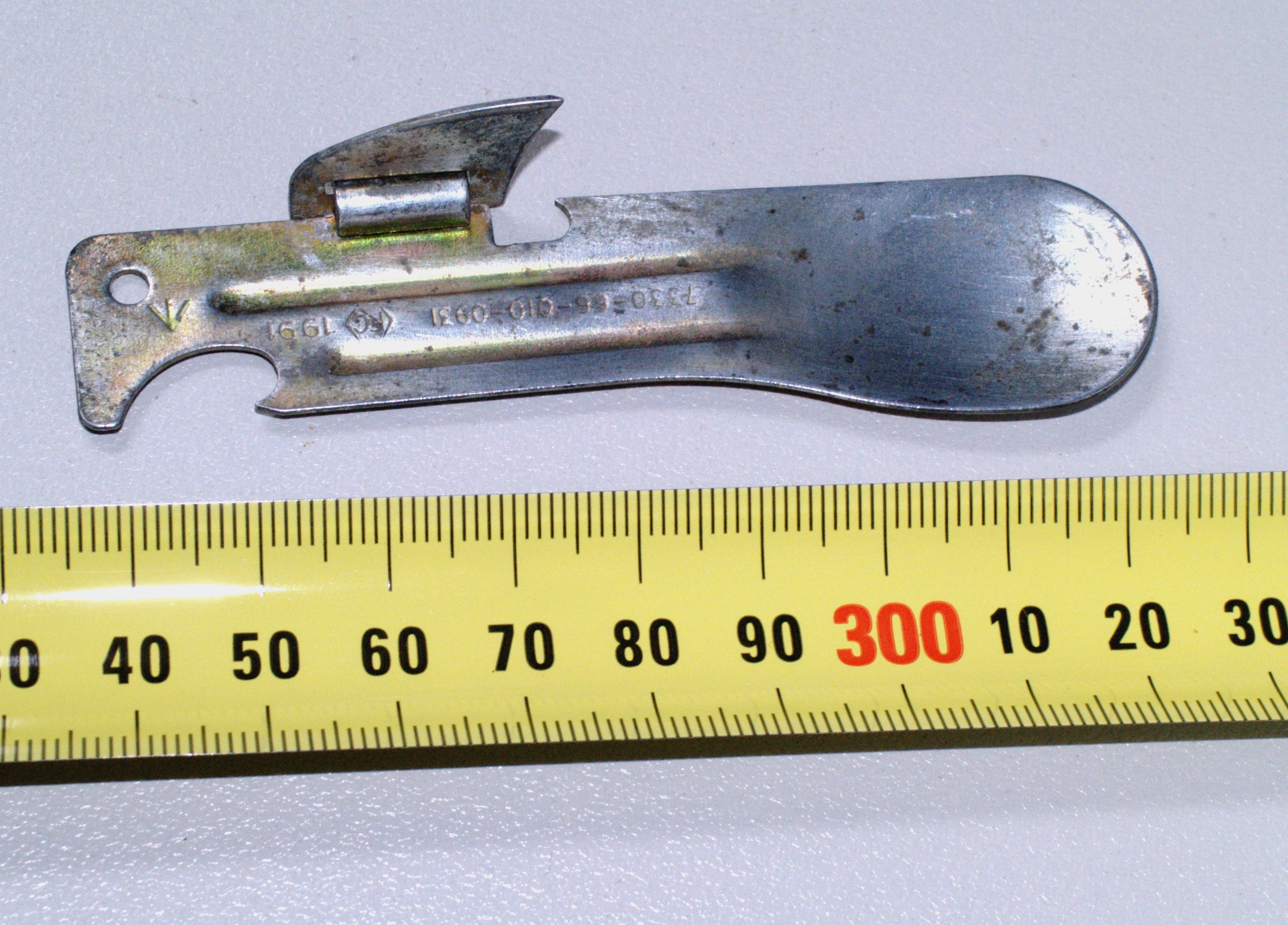

Das Field ration eating device kurz auch FRED ist ein multifunktionaler Ausrüstungsgegenstand der Australischen Armee. Es ist sowohl als Dosenöffner, Löffel, und Flaschenöffner verwendbar. Erstmals wurde es 1943 ausgegeben. Im Regelfall ist es ein Bestandteil der australischen Kampfrationen. Es trägt die NATO-Versorgungsnummer NSN7330-66-010-0931.